# 1369年
| 千纪： | 2千纪 |
| 世纪： | 13世纪 \| 14世纪 \| 15世纪                                                                                   |
| 年代： | 1330年代 \| 1340年代 \| 1350年代 \| 1360年代 \| 1370年代 \| 1380年代 \| 1390年代                             |
| 年份： | 1364年 \| 1365年 \| 1366年 \| 1367年 \| 1368年 \| 1369年 \| 1370年 \| 1371年 \| 1372年 \| 1373年 \| 1374年   |
| 纪年： | 己酉年（鸡年）；明洪武二年；明升開熙三年；北元至正二十九年；越南大定元年；日本南朝正平二十四年，北朝應安二年 |

## 大事记
- 二月初七，明軍抵達大同城下，元將棄城逃走，明軍平定山西。
- 三月，明軍攻入陝西關中等地，攻克西安、鳳翔，元將李思齊率部十萬之眾奔臨洮後被迫出降。
- 五月，徐達乘勝收取平涼、延安，北元主力王保保部精銳在蘭州東部被殲滅。
- 六月，常遇春回師北平，攻取上都，俘虏丞相脱火赤以下一萬餘人，元順帝逃奔上都（今内蒙古正蓝旗东北）。
- 八月，徐達攻克慶陽，斬殺張良臣，佔陝西全境。
- 7月16日——徐達、常遇春率明朝軍隊逼近上都（今内蒙古正蓝旗东北），元順帝逃奔应昌（今内蒙古克什克腾旗西北达里诺尔西南的达尔罕苏木）。
- 7月20日——明朝攻占元上都，元朝進入北元時期。
- 八月，徐達攻克慶陽，占陝西全境。
- 明太祖赐书恭愍王，高丽停用至正年号，并遣奉翊大夫、密直副使李成桂为东北面元帅，进攻北元东宁府，以示忠诚。两国宗藩关系正式建立。
- 明太祖封陳日煃為安南國王，賜駝紐塗金銀印。
- 百年战争再起。
- 卡斯蒂利亞國王阿方索十一世與其情婦古斯曼的埃莉諾的兒子特拉斯塔馬拉公爵恩里克二世在法蘭西王國的支持下成功排除佩德羅一世，成為卡斯蒂利亞國王，特拉斯塔馬爾王朝(trastamara Dynasty)開始統治卡斯蒂利亞，卡斯蒂利亞成為了百年戰爭中法蘭西王國的重要盟國。
- 弗蘭德女伯爵瑪格麗特三世與法蘭西的勃艮第公爵菲利普二世 (勃艮第)聯姻，打破法蘭德斯與法蘭西之間的長期對峙局面，弗蘭德遂併入勃艮地公國。
- 帖木兒殺死迷里忽辛，控制西察合台汗國可汗合不勒沙。
- 漢達瓦底王國彬尼亞烏（英语：Binnya U）從棠溫（英语：Donwun）遷都勃固，故又稱為勃固王朝。

## 出生
- 朱梓，明朝潭王，明太祖朱元璋第八子。
- 朱杞，明朝赵王，明太祖朱元璋第九子。

## 逝世
- 奇皇后（韓語：기황후／奇皇后，1315年－1369年），是元朝皇帝元惠宗（元順帝）的第三任皇后。
- 3月23日——佩德羅一世，卡斯蒂利亞國王阿方索十一世與其妻子葡萄牙的瑪麗亞所生的唯一兒子，最後一位出自勃艮第家族主系的統治者。